# The Good Road
The Good Road é um filme de drama indiano de 2013 dirigido e escrito por Gyan Correa. Foi selecionado como representante da Índia à edição do Oscar 2014, organizada pela Academia de Artes e Ciências Cinematográficas.

## Elenco
- Shamji Dhana Kerasia - Pappu
- Sonali Kulkarni - Kiran
- Ajay Gehi - David
- Keval Katrodia - Aditya
- Poonam Kesar Singh - Poonam
- Priyank Upadhyay - Shaukat